# تردگهم
تردگهم (به فرانسوی: Terdeghem) یک کمون در فرانسه با جمعیت ۵۴۰ نفر است که در نور-پا-دو-کاله واقع شده‌است.